# برومو حلقي الهكسان
برومو حلقي الهكسان هو مركب عضوي صيغته الكيميائية   C6H11Br .